# Caribbean Network of Fisherfolk Organisations
Het Caribbean Network of Fisherfolk Organisations (CNFO) is een organisatie van kleinschalige vissers in het Caribisch gebied.
Het CNFO werd in 2004 opgericht met hulp van de Caricom-instelling Caribbean Regional Fisheries Mechanism (CRFM). Het heeft een algemene vergadering, voorzittersraad en een leidinggevende. Het was een informeel netwerk tot het op 28 juni 2016 werd geregistreerd als officiële niet-gouvernementele organisatie. Het is gevestigd op het secretariaat van het CRFM.
Het doel van de organisatie is een effectief beheer van de visbestanden en een goede levensvatbaarheid voor de ondernemingen van de vissers.